# Engelswisch

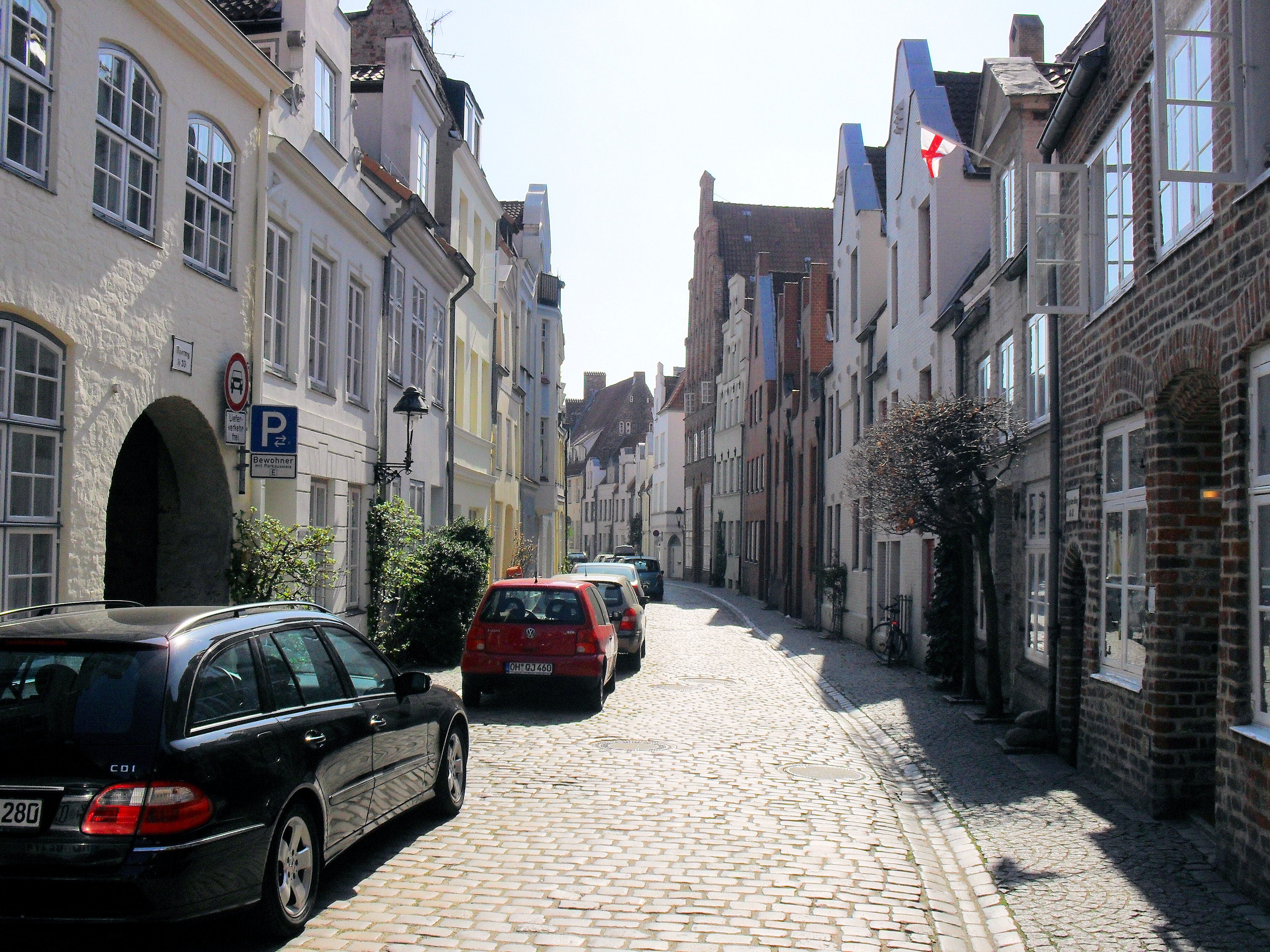
Die Engelswisch

Die Lage der Engelswisch, rot markiert

Die Engelswisch ist eine Straße der Lübecker Altstadt.

## Lage
Die etwa 220 Meter lange Engelswisch befindet sich im nordwestlichen Teil der Altstadtinsel, dem Marien-Magdalenen Quartier. Sie verläuft in einem weit geschwungenen Bogen und verbindet die Große Altefähre mit der Engelsgrube, in die sie gegenüber der Schwönekenquerstraße einmündet. Von der Engelswisch zweigen nacheinander die Petersilienstraße und die Alsheide in Richtung Trave ab.

## Geschichte
Erstmals urkundlich erwähnt wird die Straße 1294 als Goldoghenstrate, benannt nach der Ratsherrenfamilie Goldoge, die im 13. Jahrhundert in diesem Gebiet Grundstücke besaß. Diese Benennung hält sich mit Variationen über einen langen Zeitraum (1321 Platea Goldoghen, 1366 Goldowenstrate, 1407 Goldoweschenstrate, 1414 Platea Goldowen, 1419 Platea Goldenow, 1465 Goldouwerstrate, 1513 Goldenouwerstrate, 1574 Goldingerstrate und Goldemanstrate).
Schon im 14. Jahrhundert kommt ein parallel verwendeter Name auf: 1364 findet sich die Bezeichnung Platea dicta Wisch (Straße, genannt Wisch), wobei das niederdeutsche Wort Wisch für Wiese sich auf die Niederung bezog, die sich westlich der Straße zum Traveufer hinzog. 1398 lautet diese Bezeichnung dann Englische Wisch, wie der Name der Engelsgrube abgeleitet von den nahen Anlegeplätzen der nach England fahrenden Handelsschiffe an der Trave. Auch dieser Name erfährt über die folgenden Jahrhunderte immer wieder Abwandlungen (1404 Pratum anglicum, 1428 Goldoghenstrate anders genannt de engelsche Wisch, 1458 Engelsche Wisch).
Im ausgehenden 16. Jahrhundert gerät der von der Familie Goldoge abgeleitete Name vollständig außer Gebrauch. 1759 lautet die Bezeichnung Engelswiese, und 1852 wird der heutige Name amtlich festgelegt.

## Bauwerke
Unter Denkmalschutz stehen folgende Gebäude: Nr. 1, 3, 9, 10–12, 13a, 14, 16–19, Haus 1 von Nr. 20 (Dunkelgrüner Gang), 21, 22, 24, 26, 30, 31, 47, 48, 50, 55, 59 und 65.
Es handelt sich mit zwei Ausnahmen vorwiegend um Wohnhäuser des 16. bis frühen 19. Jahrhunderts, die in vielen Fällen um 1800 mit klassizistischen Fassaden versehen wurden. Einzelne Bauten gehen im Kern bis auf das 14. Jahrhundert zurück.
Da die Engelswisch nicht vom Luftangriff im März 1942 betroffen war, weist sie bis heute ein geschlossenes historisch gewachsenes Straßenbild auf.
- siehe auch Liste abgegangener Lübecker Bauwerke#Engelswisch für nicht mehr vorhandene Bauwerke.

## Gänge und Höfe

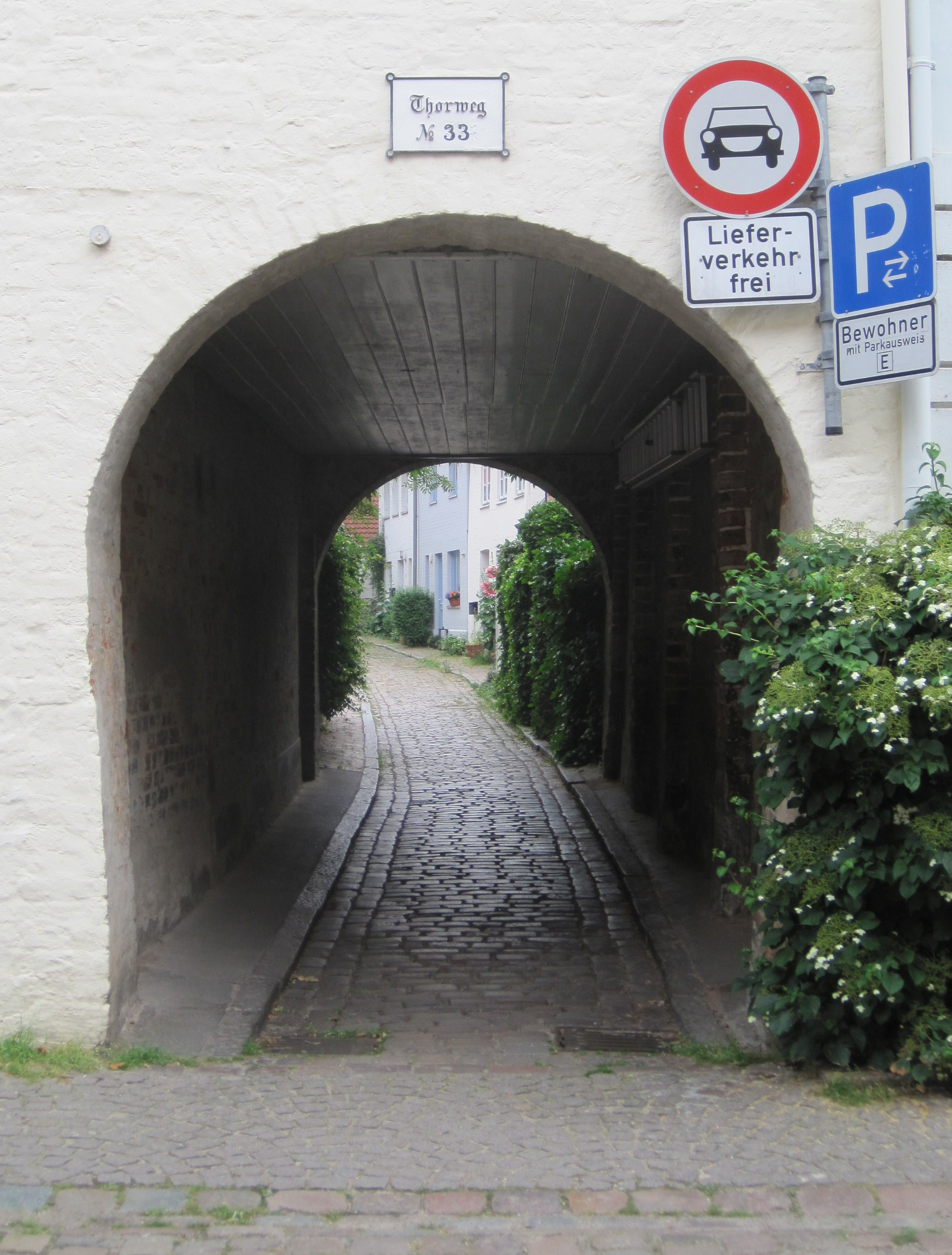
Thorweg Nr. 33

Vom Engelswisch gehen oder gingen folgende Lübecker Gänge und Höfe ab (nach Hausnummern):
- 13: Pockenhofs-Gang (abgängig)
- 20: Dunkelgrüner Gang
- 25: Stitens Gang (abgängig)
- 28: Hellgrüner Gang
- 31: Der Torweg ist über einen Durchgang durch das barocke Haus Engelswisch 31 zu erreichen. Sowohl dieses Vorderhaus wie auch der anschließende Innenhof des Torwegs bildeten bis 1768 mit dem Hoghehus am Koberg 2 ein gemeinsames großes Grundstück.

## Ehemalige Speicher der Brauerei Hans Wilcken
Die Wilkenschen Speicher im Engelswisch 15–21 waren 1981 eines der größten Vorhaben der Stadtsanierung im Block 96 der Lübecker Altstadt, der das Areal der westlichen Straßenseite des Engelswisch mit dem Baublock bis zur Kleinen Burgstraße und dem Koberg umfasst. Hier wurden die spiegelbildlich angelegten ehemaligen Dielenhäuser Nrn. 17 und 19 mit ihren Treppengiebeln der Renaissance aus dem 16. Jahrhundert, die von 1555 bis 1972 als Brauhäuser (zuletzt durch die Brauerei Hans Wilcken) genutzt worden waren, hinter den Fassaden abgebrochen und durch einen Turnhallenneubau für die Ernestinenschule auf den Grundstücken 15–21 ersetzt. Während also zum Engelswisch die Fassaden 17–21 erhalten wurden, entstand mit der Neubaufassade Nr. 15 und dahinter ein einheitlicher neuer Baukörper, der sich an den Gebäudekörper der alten Bausubstanz anlehnt und dessen Rückfassaden in Anlehnung an historische Formen neu konzipiert wurden.

## Ehemaliges Backhaus Nr. 65

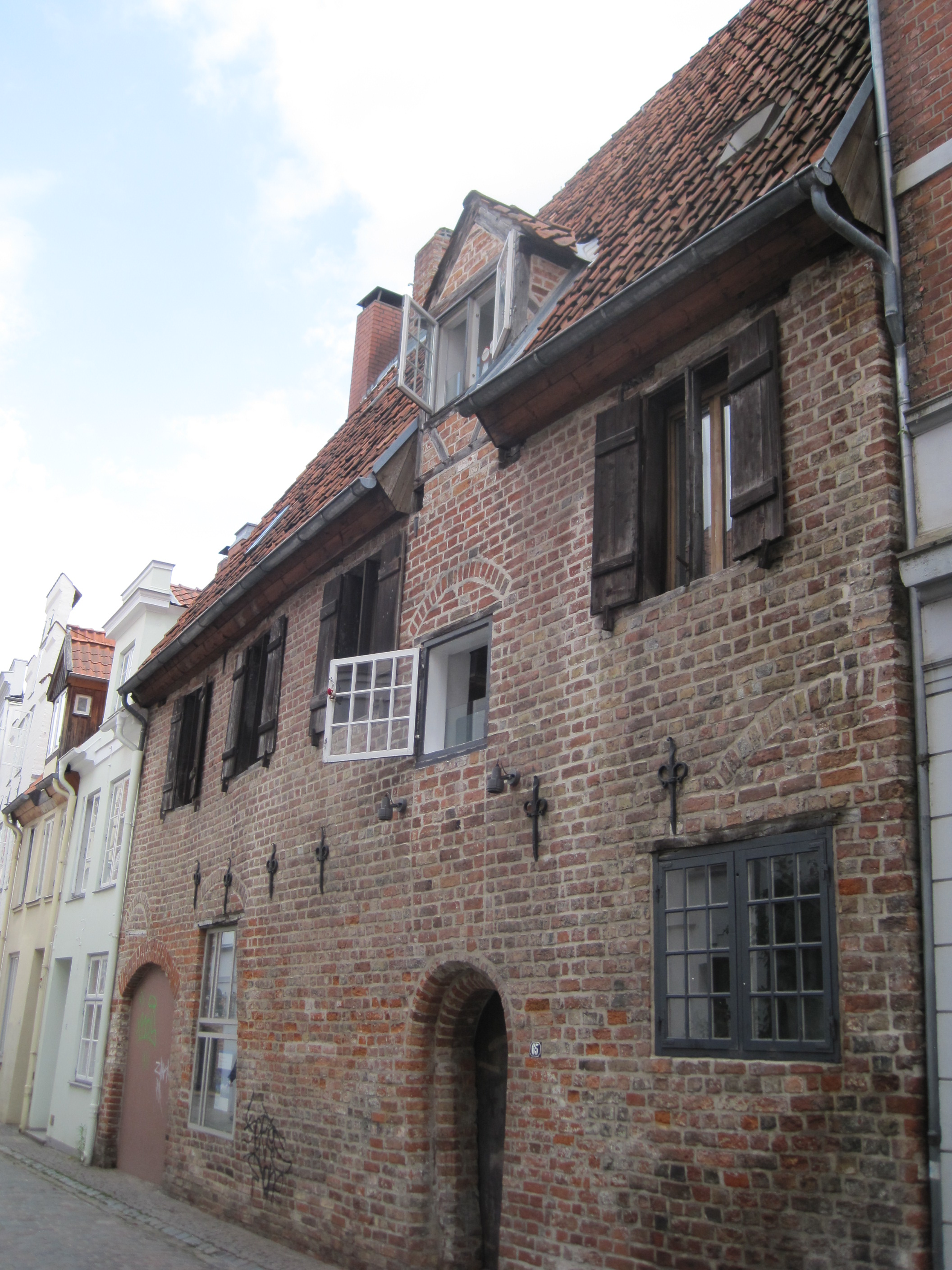
Engelswisch 65

Das traufständige Gebäude mit einer kleinen Fachwerkgaube über dem Portal ist seit Beginn des 14. Jahrhunderts Backhaus gewesen und wurde bis 1964 als Bäckerei genutzt. Die Substanz ist bestimmt von Backsteingotik und Renaissance. Die Nutzung als Backhaus ist insoweit bemerkenswert, als das nach den Lübecker Brandschutzbestimmungen infolge der Stadtbrände des 13. Jahrhunderts Backhäuser eigentlich nur noch auf Eckgrundstücken zugelassen waren, um die Brandbekämpfung zu erleichtern. Im Zuge der Sanierung konnte auf dem Grundstück der älteste Lübecker Backofen gewerblicher Nutzung ausgegraben werden, der auf das Jahr 1307 datiert wird. Das ausgegrabene Fundament des Backofens wurde im Zuge der Sanierung des Hauses in einem umgebenden Betonring erhalten, da sich das Bodenniveau im Engelswisch seit dem 13. Jahrhundert durch Aufschüttungen um 3 Meter erhöht hat. Seit der Sanierung des Hauses 1983 durch den Architekten Helmut Riemann wurde es zunächst als Künstlerzentrum Engelswisch genutzt. Nach einem Eigentümerwechsel 2015 beherbergte es unter anderem ein Yoga-Studio.